# Dora Thorne
Dora Thorne est un film muet américain sorti en 1910.

## Fiche technique
- Scénario : Bertha M. Clay, d'après son roman
- Production : William Nicholas Selig
- Durée : 900 pieds[1]
- Date de sortie : 
  - États-Unis : 22 août 1910

## Distribution
- Kathlyn Williams : Dora Thorne